# 부대역 부호화

부대역 부호화 및 복호화 신호 흐름도

신호 처리에서 부대역 부호화(Sub-band coding, SBC, 서브밴드 부호화)는 일반적으로 고속 푸리에 변환을 사용하여 신호를 여러 주파수 대역으로 나누고 각 대역을 독립적으로 부호화하는 모든 형태의 변환 부호화를 말한다. 이 분해는 종종 오디오 및 비디오 신호의 데이터 압축을 위한 첫 번째 단계이다.
SBC는 MP3를 포함한 많은 인기 있는 손실 오디오 압축 알고리즘에 사용되는 핵심 기술이다.

## 오디오 신호 부호화
디지털로 오디오 신호를 부호화하는 가장 간단한 방법은 오디오 CD, DAT 녹음 등에서 사용되는 펄스 부호 변조(PCM)이다. 디지털화는 신호의 진폭을 균일한 간격으로 표본화하고 사용 가능한 비트 수로 표현 가능한 가장 가까운 값으로 반올림하여 연속적인 신호를 불연속적인 신호로 변환한다. 이 과정은 근본적으로 부정확하며, 간격 표본화로 인한 이산화 오류와 반올림으로 인한 양자화 오류라는 두 가지 오류를 포함한다.
각 표본을 나타내는 데 사용되는 비트 수가 많을수록 디지털 표현의 세분성이 더 미세해지며, 따라서 양자화 오류는 더 작아진다. 이러한 양자화 오류는 일종의 잡음으로 생각될 수 있는데, 이는 원본 소스와 바이너리 표현 간의 실질적인 차이이기 때문이다. PCM에서는 이러한 오류의 가청 효과는 디더와 충분한 비트 수를 사용하여 잡음이 신호 자체 또는 다른 잡음원에 의해 마스킹될 만큼 충분히 낮게 유지되도록 함으로써 완화될 수 있다. 고품질 신호는 가능하지만, 높은 비트레이트(예: CD 오디오 한 채널당 700 kbit/s 이상)의 비용이 따른다. PCM은 인간의 귀가 어떻게 듣는지에 대한 가정을 하지 않기 때문에, 결과적으로 신호의 마스킹된 부분을 부호화하는 데 많은 비트가 낭비된다.
부호화 기술은 청각 시스템의 알려진 특성을 활용하여 비트레이트를 줄인다. 고전적인 방법은 뮤 법칙 알고리즘과 같은 비선형 PCM이다. 작은 신호는 큰 신호보다 더 미세한 세분성으로 디지털화된다. 그 효과는 신호 강도에 비례하는 잡음을 추가하는 것이다. 썬의 Au 파일 포맷은 뮤 법칙 부호화의 인기 있는 예이다. 8비트 뮤 법칙 부호화를 사용하면 CD 오디오의 채널당 비트레이트를 표준 속도의 절반인 약 350 kbit/s로 줄일 수 있다. 이 간단한 방법은 마스킹 효과를 최소한으로만 활용하기 때문에, 종종 원본보다 가청적으로 열등한 결과를 생성한다.

## 기본 원리
SBC의 유용성은 특정 예시를 통해 가장 잘 설명될 수 있다. 오디오 압축에 사용될 때, SBC는 청각계의 청각 마스킹을 활용한다. 인간의 귀는 일반적으로 넓은 주파수 범위에 민감하지만, 한 주파수에서 충분히 큰 신호가 존재할 때, 귀는 근처 주파수에서 더 약한 신호를 듣지 못한다. 우리는 더 큰 신호가 더 부드러운 신호를 마스킹한다고 말한다.
SBC의 기본 아이디어는 마스킹된 주파수에 대한 정보를 버림으로써 데이터 감소를 가능하게 하는 것이다. 결과는 원본 신호와 다르지만, 버려진 정보가 신중하게 선택되면 그 차이는 눈에 띄지 않거나, 더 중요하게는 불쾌하지 않을 것이다.
먼저 디지털 필터 뱅크가 입력 신호 스펙트럼을 여러 개(예: 32개)의 부대역으로 나눈다. 음향심리 모델은 이러한 각 부대역과 원본 신호의 에너지를 살펴보고, 음향심리 정보를 사용하여 마스킹 임계값을 계산한다. 각 부대역 표본은 동적으로 계산된 마스킹 임계값 미만으로 양자화 잡음을 유지하도록 양자화되고 부호화된다. 마지막 단계는 이러한 모든 양자화된 표본을 디코더의 최종 재생을 용이하게 하기 위해 프레임이라는 데이터 그룹으로 포맷하는 것이다.
복호화는 음향심리 모델이 포함되지 않으므로 부호화보다 훨씬 쉽다. 프레임은 압축이 풀리고, 부대역 표본은 복호화되며, 주파수-시간 매핑은 출력 오디오 신호를 재구성한다.

## 응용
1980년대 후반부터 동영상 전문가 그룹(MPEG)이라는 표준화 기관은 오디오와 비디오 모두에 대한 부호화 표준을 개발했다. 예를 들어, 부대역 부호화는 인기 있는 MP3 포맷(더 정확하게는 MPEG-1 오디오 레이어 III으로 알려짐)의 핵심이다.
부대역 부호화는 64 kbit/s의 비트레이트 내에서 부대역 적응 차분 펄스 부호 변조(SB-ADPCM)를 사용하는 G.722 코덱에 사용된다. SB-ADPCM 기술에서 주파수 대역은 두 개의 부대역(고역 및 저역)으로 분할되고 각 부대역의 신호는 ADPCM을 사용하여 부호화된다.